# Ту-139
Под названием Ту-139 в ОКБ Туполева разрабатывались два различных проекта.

## История
Экспериментальный ракетный самолёт «139» был одним из этапов создания ракетоплана «Звезда». Он предназначался для пилотируемого полёта на скоростях до 8000 км/ч на высоте до 200 км. Для запуска самолёта предполагалось использовать бомбардировщик Ту-95К. Американским аналогом этого проекта был ракетный самолёт North American X-15.
Второй проект представлял собой полностью спасаемый беспилотный самолёт-разведчик. Такой вариант рассматривался ещё на начальном этапе работы над проектом «123». В 1964 году началась работа над этим проектом. В ОКБ этот проект получил название самолет «139». Другие названия этого проекта — ДБР-2 и система «Ястреб-2».
Основой для разработки проекта «139» стал серийно выпускаемый Ту-123 и проект в основном повторял прототип. Основные отличия заключались в новой оживальной форме крыла, уменьшении угла поперечного V горизонтальных плоскостей хвостового оперения и наличии системы спасения. В хвосте располагался контейнер с посадочно-тормозным парашютом, совмещавший в себе обе функции. Кроме того, в фюзеляже располагались несколько тормозных твердотопливных двигателей, включавшихся в последний момент по сигналу от контактного щупа. Штатная посадка обеспечивалась при посадочной массе 13 500 кг. Массо-габаритные и лётные характеристики совпадали с данными прототипа.
Было построено несколько экземпляров самолёта. Испытания и доводка проходили в конце 1960-х — 1970-х годов. Была показана принципиальная возможность посадки на неподготовленные площадки и последующего использования самолёта. Однако работы по проекту были закрыты. Накопленный опыт использовался в проектах беспилотных дозвуковых разведчиков «141» и «143».

## Тактико-технические характеристики
- Посадочная масса — 13 500 кг;
- Длина — 28 м.